# Montecalvo Irpino
Montecalvo Irpino ist eine italienische Gemeinde mit 3287 Einwohnern (Stand 31. Dezember 2023) in der Provinz Avellino in der Region Kampanien. Sie ist Teil der Bergkommune Comunità Montana dell’Ufita.

## Geografie
Die Nachbargemeinden sind Apice  (BN), Ariano Irpino, Buonalbergo  (BN), Casalbore, Castelfranco in Miscano  (BN) und Ginestra degli Schiavoni (BN). Die Ortsteile lauten Cesine, Corsano, Frascino, Malvizza, Maurielli und Valli.

## Persönlichkeiten
- Pompilio Maria Pirrotti (1710–1766), Piarist, Heiliger der römisch-katholischen Kirche